# Астрид Иваск
Астрид Иваск (на литовски: Astrid Ivask; 7 август 1926 – 24 март 2015 г.) е латвийско-американска поетеса.

## Биография
Родена е като Астрид Хелена Хартманя в Рига. Дъщеря на Мартинш Хартманис, генерал от латвийската армия, и Ирма Мария Хартмане. Неин брат е компютърният учен Юрис Хартманис. След съветската окупация на Латвия през 1940 г., генерал Хартманис е хвърлен в затвора. Той е екзекутиран през 1941 г., но семейството му не научава за съдбата му до падането на СССР през 1991 г.
Иваск, майка ѝ и брат ѝ напускат Латвия за лагер за разселени лица в Германия през 1944 година. Иваск изучава езици в университета в Марбург. По-късно тя пише: „В Марбург -на-Лан европейският интелектуален живот беше отворен за мен. За три години в университета работих със седем чужди езика, някои живи, някои мъртви отдавна, и бях отдадена на изследванията на фино-угорската култура.“.
Завършва магистърска степен през 1949 година. През същата година се омъжва за естонския поет Ивар Иваск, който е получил докторската си степен по литература и история на изкуството там. Семейството се премества в САЩ, където Ивар Иваск е нает като член на факултативния съвет на колежа Св. Олаф в Минесота.
През 1967 г. семейството се премества в Норман, Оклахома, където Ивар Иваск става професор по съвременни езици и литература в Университета на Оклахома. Астрид работи като преподавател по руски, немски и френски език. Ивар Иваск е редактор на литературното списание на университета, „Световната литература днес“. Двойката посреща много автори и критици в дома си и участва в четения и литературни събития.
През 1991 г. семейството се премества в окръг Корк, Ирландия, но Иварк Иваск умира през 1992 г. Астрид Иваск се завръща в Рига през 2001 г.

## Творби
Първият поетичен сборник на Иваск е Ezera Kristibas („Кръщение на езерото“, 1966 г.). Други сборници са Ziemas Tiesa („Зимен съд“, 1968), Solis Silos („Стъпка в гората“, 1973 г.), Līču Loki („Извити заливи“, 1981), Gaisma Levainoja („Светлината ранена“, 1982). Повечето от творбите ѝ са писани на латвийски, но един сборник, Oklahoma Poems (1990), е написан на английски език. Събраните ѝ стихове са в сборника Wordings (1987).
Други нейни творби са Parsteigumi un atklajumi („Изненади и открития“, 1984), детски стихове и истории, както и книга с поетични пътеписи, Licu loki: Ainas un ainavas („Извити заливи: възгледи и пейзажи“, 1981), с илюстрации на Ивар Иваск.

## Награди
Получава наградата „Зинаида Лазда“ за Ziemas Tiesa и наградата на Културна фондация на латвийците за литература за Solis Silos. Печели наградата за проза „Янис Янсудрабинс“ за пътеписите си. Parsteigumi un atklajumi печели наградата „Goppers“. Licu loki печели наградата за проза „Янис Яунсудрабинс“. За приносите ѝ в областта на културата и литературата е наградена с Ордена на трите звезди на Латвия, ордена Бяла звезда на Естония и с ежегодната награда на Латвийския съюз на писателите.